# Église Notre-Dame-du-Tertre de Châtelaudren
L'église Notre-Dame-du-Tertre est un édifice situé à Châtelaudren, en France.

## Localisation
L'église est située sur le territoire de la commune de Châtelaudren dans le département des Côtes-d'Armor, dans la région Bretagne.

## Description
L'église se compose d'une nef de quatre travées et d'un chœur de trois travées. L'arc diaphragme qui les séparait a disparu. Un porche ouvre au sud au droit de la deuxième travée de la nef. Une chapelle greffée au sud en forme de demi-croix a été doublée du côté est. Le clocher-porche à l'ouest a été construit en empiétant sur la première travée de la nef dans laquelle il repose sur deux puissants contreforts obliques à glacis. La voûte lambrissée est ornée de peintures du XVe siècle représentant des scènes de l'Ancien Testament et la vie et la Passion du Christ. Le chœur est éclairé par un fenestrage de la fin du XIIIe siècle,.

## Historique
L'église actuelle, dont le chevet paraît être de la fin du XIIIe siècle ou du début du XIVe siècle, fut presque entièrement reconstruite à la fin du XIVe siècle ou au début du XVe siècle (nef). Modifications à la fin du XVe siècle (chœur et porche latéral) , au XVIe siècle (clocher de 1560) , en 1703 (longère sud et chapelle Sainte-Marguerite) , en 1740 (haut du clocher) , en 1757-1758 (sacristie) , et au XIXe siècle (chapelle latérale de la longère nord).
Elle est classée au titre des monuments historiques par arrêté du 19 août 1907.

## Galerie

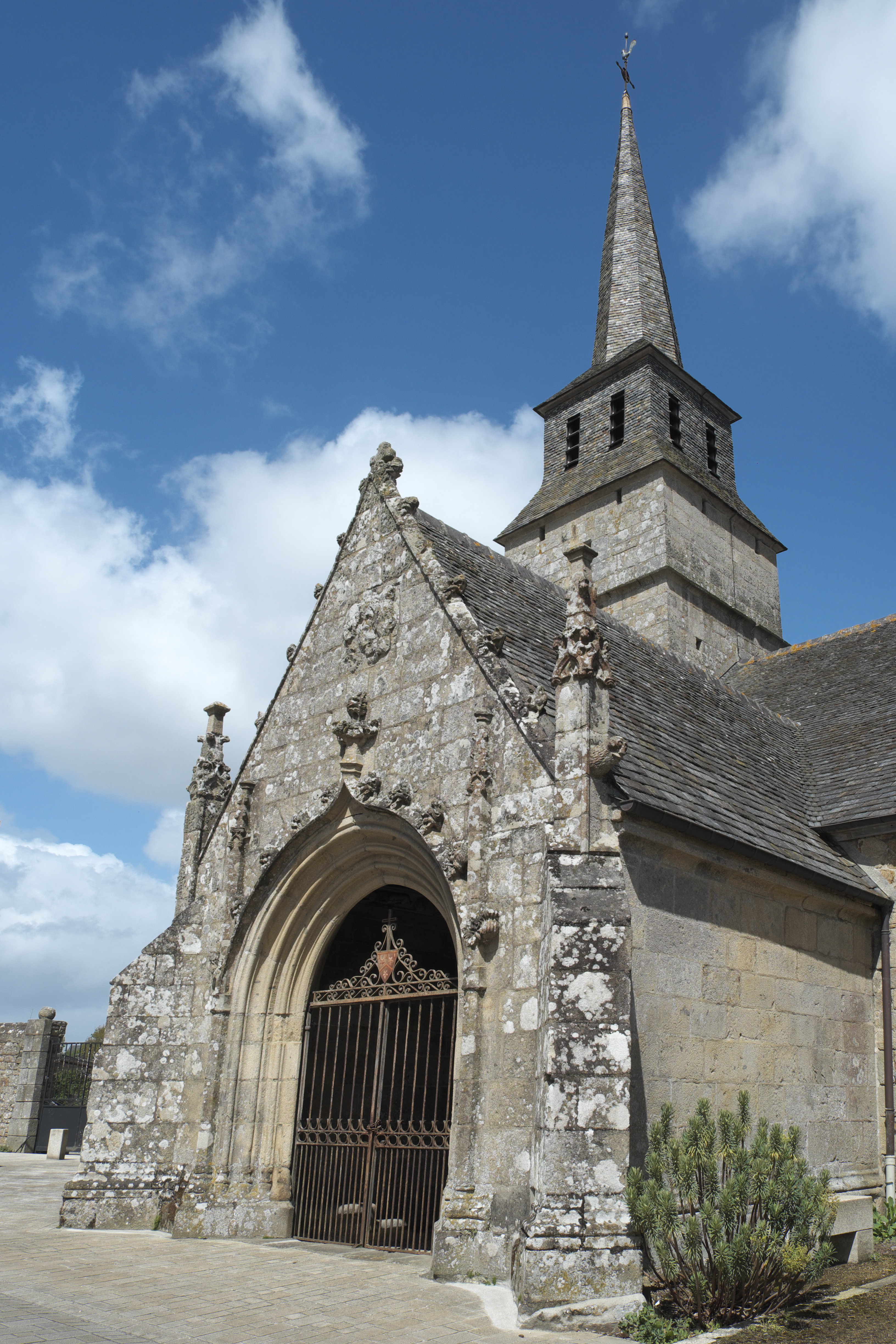
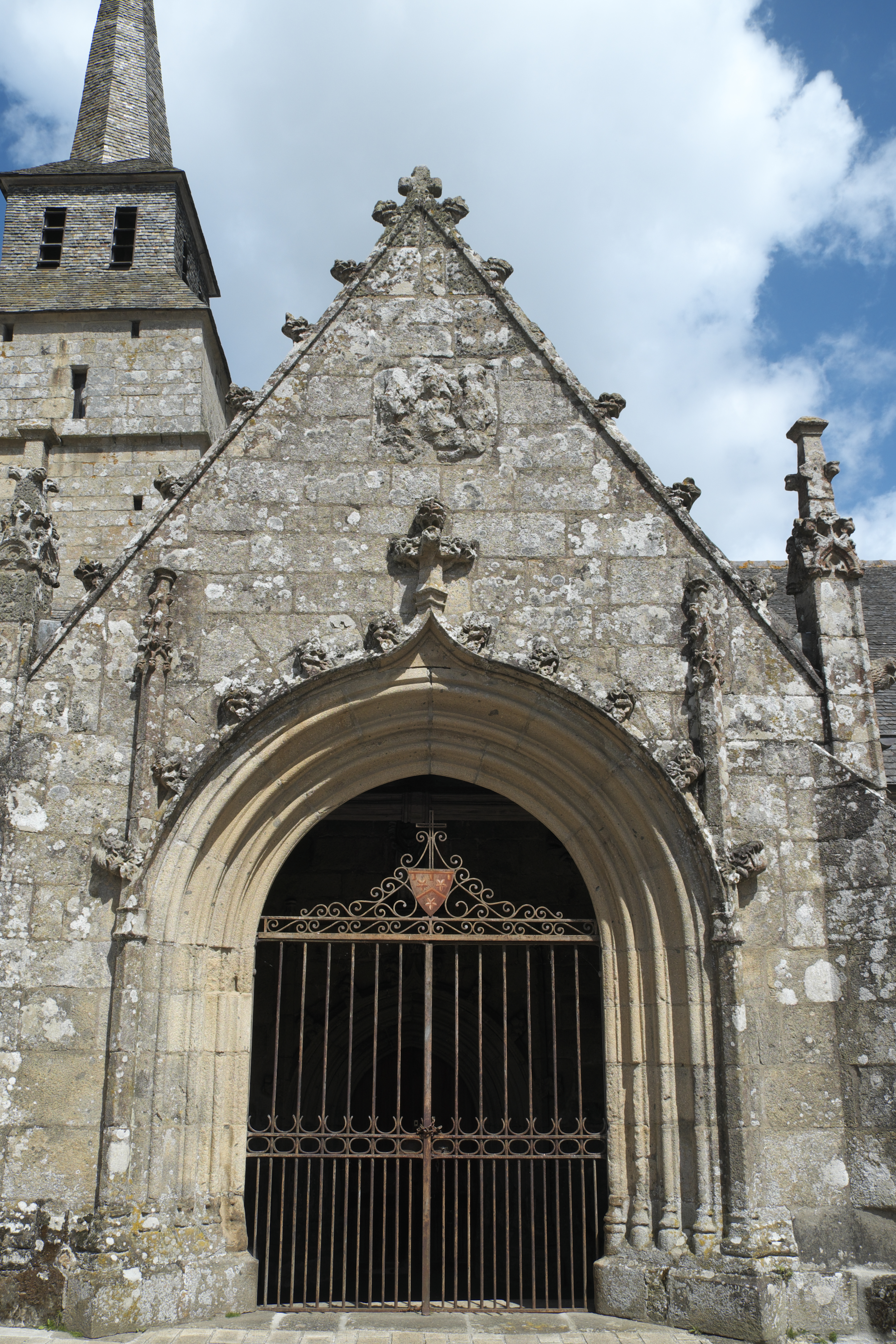
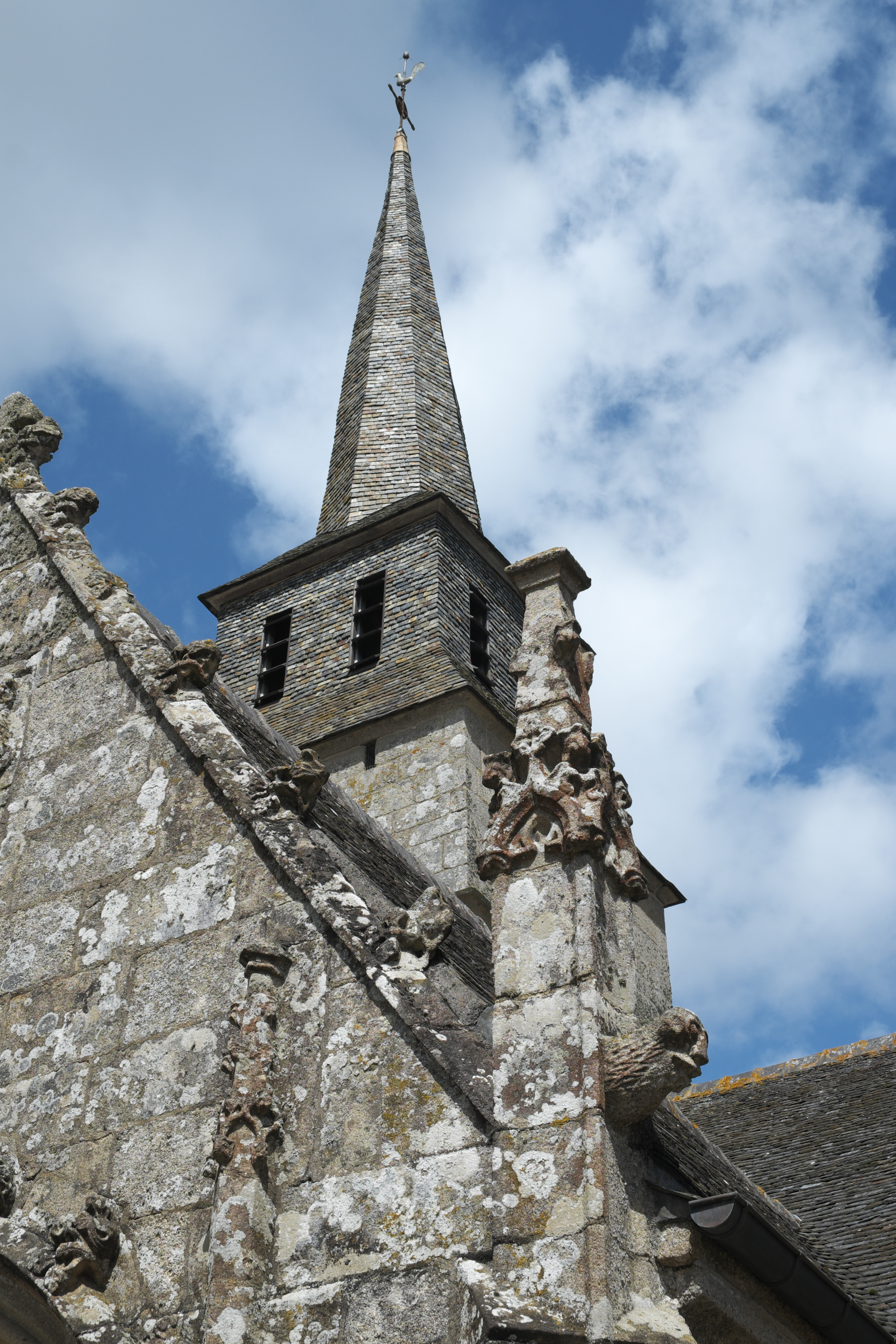
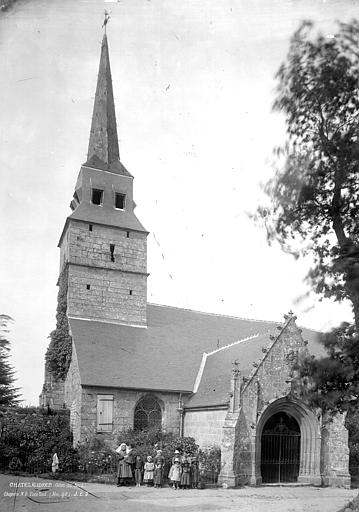
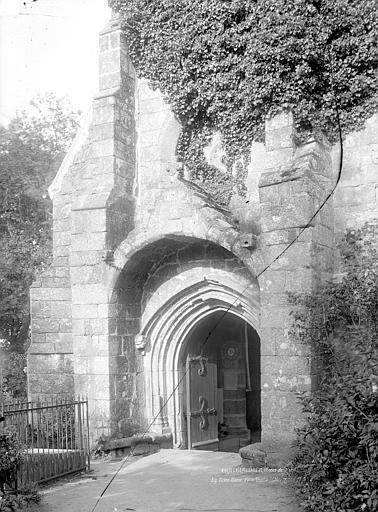
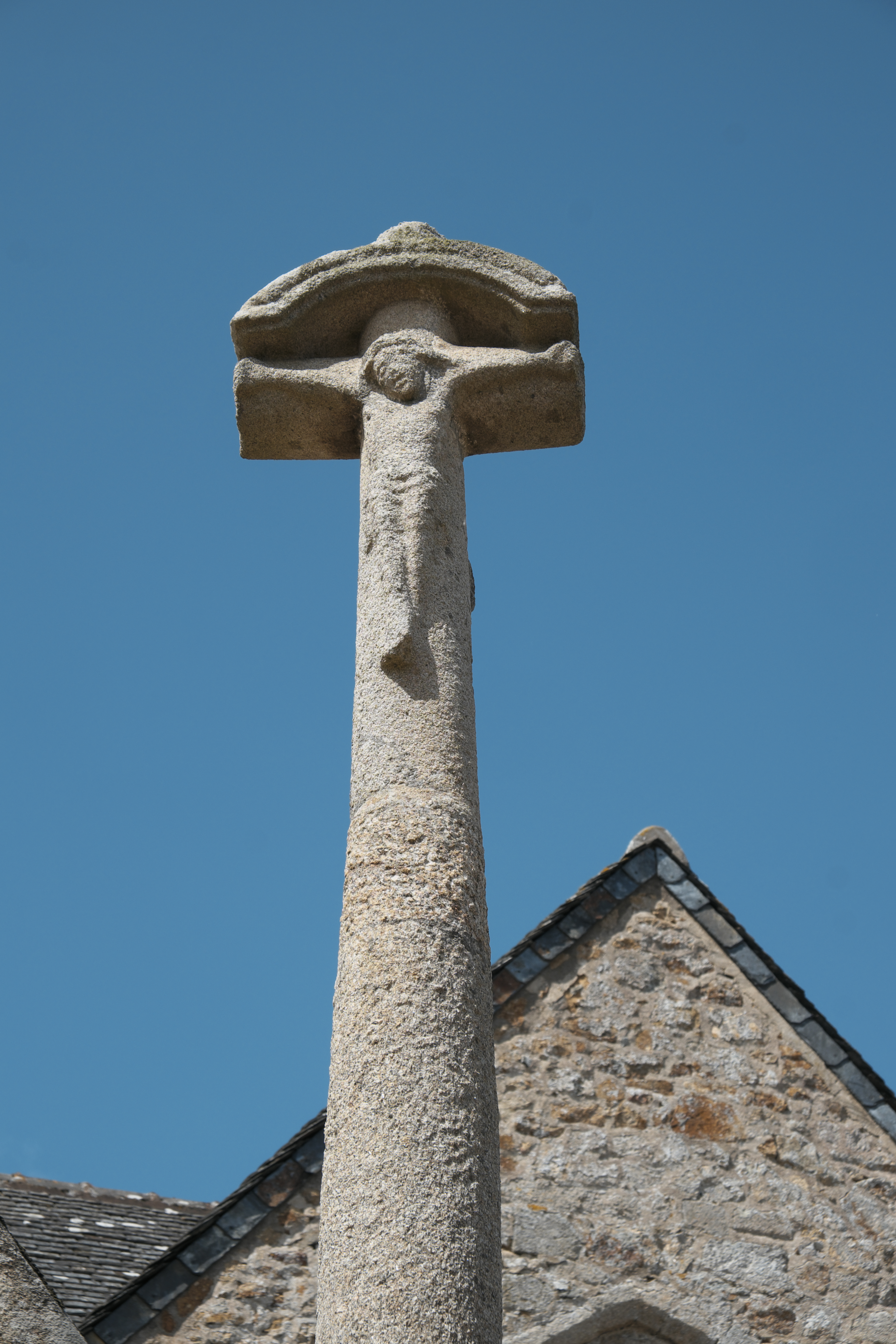
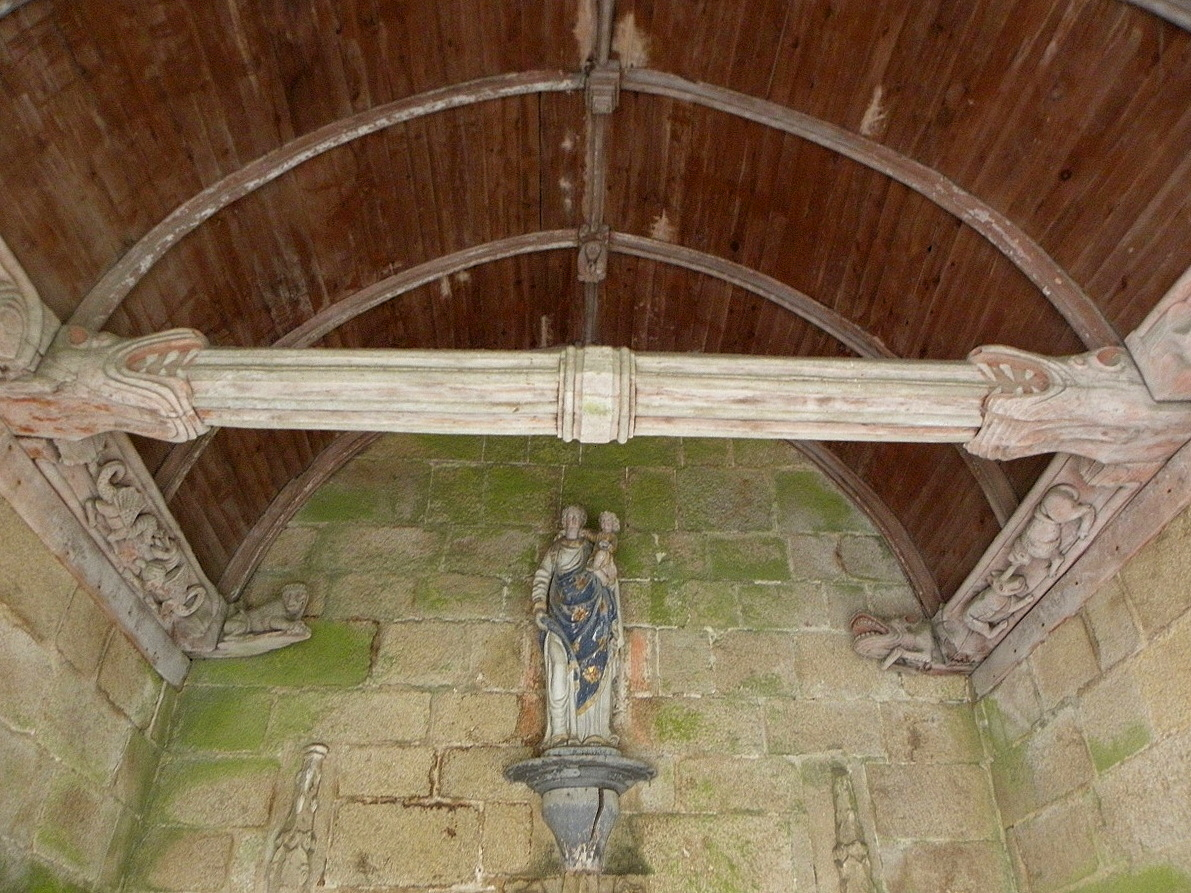
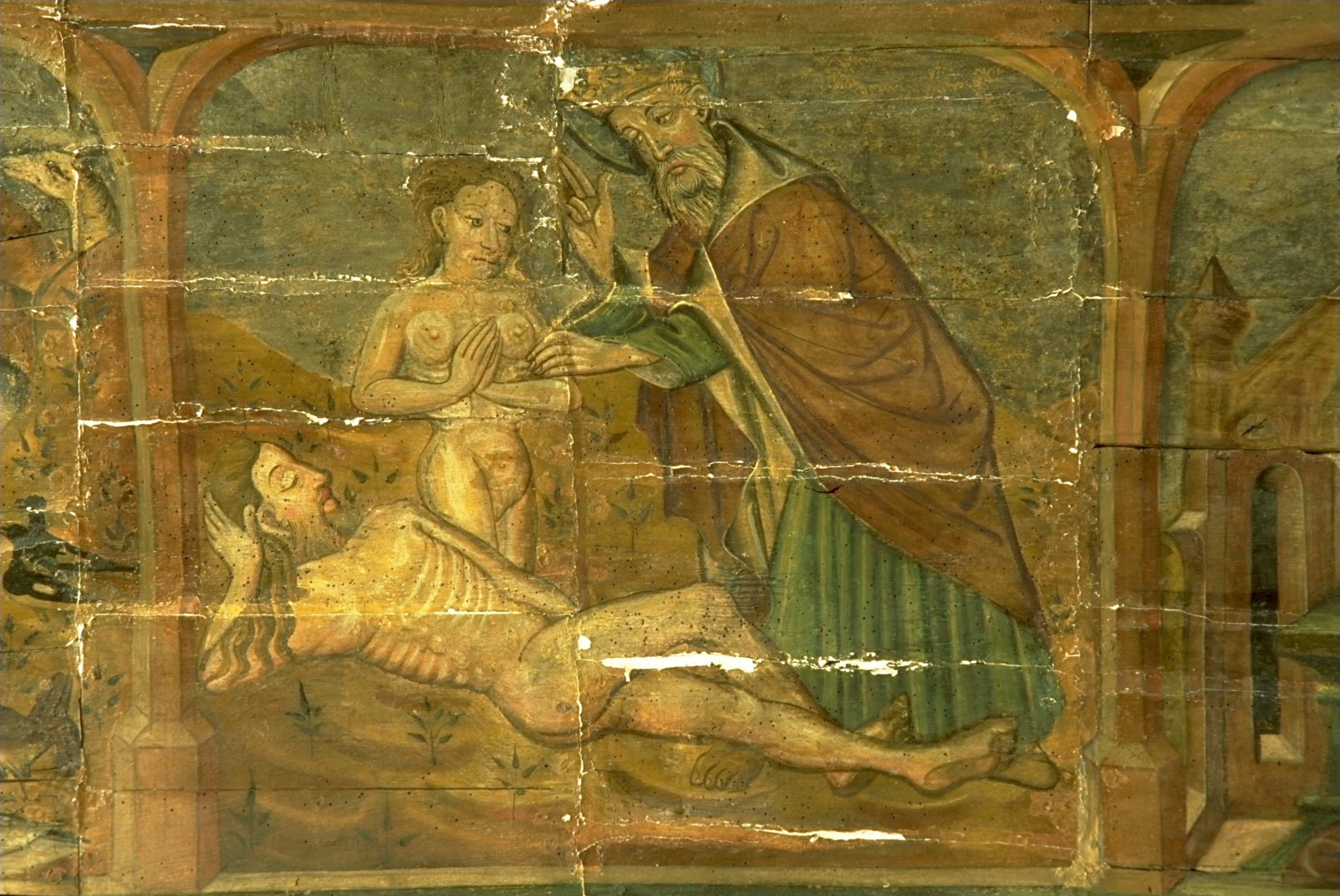
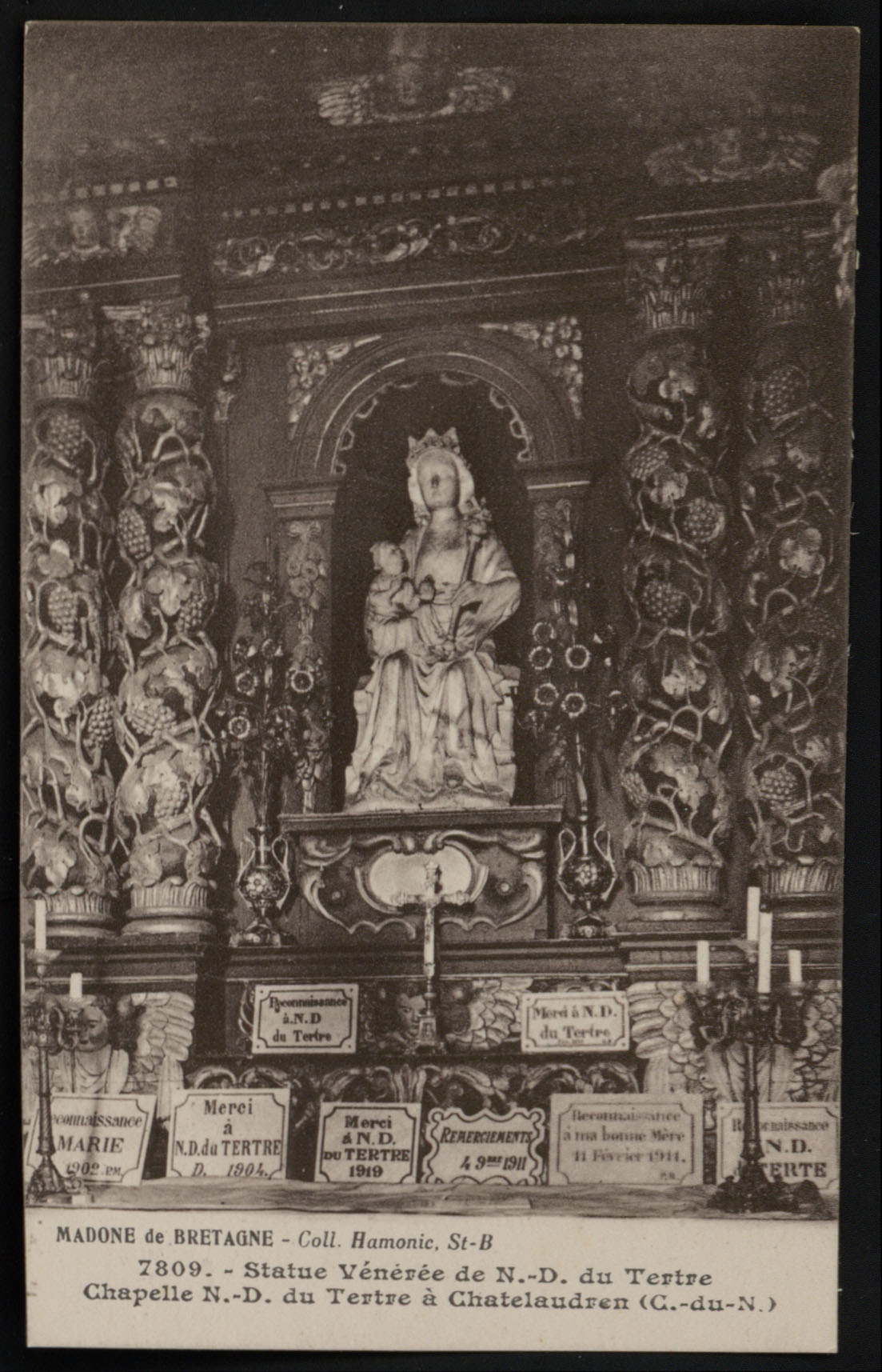